# 오토 프레민저
오토 프레민저(영어: Otto Preminger, 1905년 12월 5일 ~ 1986년 4월 23일)는 20세기 미국의 영화 감독, 배우이다. 그의 작품 중 《로라》와 《더 카디널》은 아카데미 감독상 후보에, 《살인의 해부》는 작품상 후보에 올랐다.

## 생애와 경력
1905년 오스트리아 빈의 유대인 가정에서 태어났다. 아버지는 법률가였으며 그 또한 법률을 공부하였으나 연극에 매료되었고, 독일에서 무대연출가 막스 라인하르트의 조연출로 일하며 경력을 쌓았다. 1931년 데뷔작 《위대한 사랑》이 20세기 폭스의 눈에 들어 미국 할리우드에 진출하여 30년대에 《언더 더 스펠》을 비롯한 몇 작품을 찍었다. 그러나 소속사 사장과의 불화로 영화 연출을 관두고 한동안은 연극 무대에서 배우 일을 하기도 했다.
할리우드로 다시 돌아와 연출한 1944년작 《로라》는 크게 성공하고 아카데미상 후보에도 오르는 등 재기에 성공했으나, 결국 검열 문제로 충돌한 끝에 소속사를 떠나 개인 프로덕션 '카를리 프로덕션 컴퍼니'를 차렸다. 개인 프로덕션에서 만든 영화들인 《황금 팔을 가진 사나이》, 《살인의 해부》는 당시 금기시되던 마약 중독, 강간 같은 문제를 사실적으로 묘사하여 논란을 불러일으켰다. 50년대에는 그간의 필름 누아르 작품군에서 벗어나 다양한 장르의 영화를 만들었다.
1986년 80세의 나이로 뉴욕 맨해튼의 자택에서 사망하였다.

## 연출 작품 목록
| 연도 | 제목                 | 원제                                 | 역할   | 역할   | 역할   | 비고                      |
| 연도 | 제목                 | 원제                                 | 감독   | 제작   | 각본   | 비고                      |
| ---- | -------------------- | ------------------------------------ | ------ | ------ | ------ | ------------------------- |
| 1931 | 위대한 사랑          | Die große Liebe                      | 예     | 아니요 | 아니요 |                           |
| 1936 | 언더 유어 스펠       | Under Your Spell                     | 예     | 아니요 | 아니요 |                           |
| 1937 |                      | Danger – Love at Work                | 예     | 아니요 | 아니요 |                           |
| 1938 | 유괴                 | Kidnapped                            | 예     | 아니요 | 아니요 |                           |
| 1942 |                      | The Pied Piper                       | 아니요 | 아니요 | 아니요 | '디센 소령' 역으로 출연   |
| 1943 |                      | Margin for Error                     | 예     | 아니요 | 아니요 |                           |
| 1943 |                      | They Got Me Covered                  | 예     | 아니요 | 아니요 |                           |
| 1944 |                      | In the Meantime, Darling             | 예     | 예     | 아니요 |                           |
| 1944 | 로라                 | Laura                                | 예     | 예     | 아니요 | 아카데미 감독상 후보      |
| 1945 |                      | A Royal Scandal                      | 예     | 아니요 | 아니요 |                           |
| 1945 | 타락 천사            | Fallen Angel                         | 예     | 예     | 아니요 |                           |
| 1946 |                      | Centennial Summer                    | 예     | 예     | 아니요 |                           |
| 1947 | 포에버 앰버          | Forever Amber                        | 예     | 아니요 | 아니요 |                           |
| 1947 | 데이지 케니언        | Daisy Kenyon                         | 예     | 예     | 아니요 |                           |
| 1949 |                      | The Fan                              | 예     | 예     | 아니요 |                           |
| 1949 | 소용돌이             | Whirlpool                            | 예     | 예     | 아니요 |                           |
| 1950 | 인도가 끝나는 곳     | Where the Sidewalk Ends              | 예     | 예     | 아니요 |                           |
| 1951 | 13번째 편지          | The 13th Letter                      | 예     | 예     | 아니요 |                           |
| 1953 | 천사의 얼굴          | Angel Face                           | 예     | 예     | 아니요 |                           |
| 1953 | 제17 포로수용소      | Stalag 17                            | 아니요 | 아니요 | 아니요 | '폰 셰어바흐' 역으로 출연 |
| 1953 | 푸른 달              | The Moon Is Blue                     | 예     | 예     | 아니요 |                           |
| 1954 | 카르멘 존스          | Carmen Jones                         | 예     | 예     | 아니요 |                           |
| 1954 | 돌아오지 않는 강     | River of No Return                   | 예     | 아니요 | 아니요 |                           |
| 1955 | 빌리 미첼의 군사재판 | The Court-Martial of Billy Mitchell  | 예     | 아니요 | 아니요 |                           |
| 1956 | 황금팔을 가진 사나이 | The Man with the Golden Arm          | 예     | 예     | 아니요 |                           |
| 1957 | 성 잔 다르크         | Saint Joan                           | 예     | 예     | 아니요 |                           |
| 1958 | 슬픔이여 안녕        | Bonjour Tristesse                    | 예     | 예     | 아니요 |                           |
| 1959 | 포기와 베스          | Porgy and Bess                       | 예     | 아니요 | 아니요 |                           |
| 1959 | 살인의 해부          | Anatomy of a Murder                  | 예     | 예     | 아니요 | 아카데미 작품상 후보      |
| 1960 | 영광의 탈출          | Exodus                               | 예     | 예     | 아니요 |                           |
| 1962 | 워싱턴 정가          | Advise and Consent                   | 예     | 예     | 아니요 |                           |
| 1963 | 더 카디널            | The Cardinal                         | 예     | 아니요 | 아니요 | 아카데미 감독상 후보      |
| 1965 | 위험한 길            | In Harm's Way                        | 예     | 예     | 아니요 |                           |
| 1965 | 버니 레이크의 실종   | Bunny Lake Is Missing                | 예     | 예     | 아니요 |                           |
| 1967 | 귀향                 | Hurry Sundown                        | 예     | 예     | 아니요 |                           |
| 1968 | 스키두               | Skidoo                               | 예     | 예     | 아니요 |                           |
| 1970 |                      | Tell Me That You Love Me, Junie Moon | 예     | 예     | 아니요 |                           |
| 1971 |                      | Such Good Friends                    | 예     | 예     | 아니요 |                           |
| 1975 | 로즈버드             | Rosebud                              | 예     | 예     | 아니요 |                           |
| 1979 | 인간 유전 인자       | The Human Factor                     | 예     | 예     | 아니요 |                           |